# Langstaartmanakin
De langstaartmanakin (Chiroxiphia linearis) is een zangvogel uit de familie manakins (Pipridae).

## Verspreiding
Deze soort komt voor van zuidelijk Mexico tot noordwestelijk Costa Rica.

## Status
De grootte van de populatie is in 2008 geschat op 50.000-500.000 volwassen vogels. Op de Rode lijst van de IUCN heeft deze soort de status niet bedreigd.